# Atlas (wervel)
De atlas is de eerste wervel van de wervelkolom. Aangezien het eerste gedeelte van de wervelkolom ook wel de cervicale wervelkolom wordt genoemd, wordt de atlas aangeduid als C1. Aan de bovenkant van de atlas zitten twee grote gewrichtsvlakken waar de schedel op rust. De naam atlas verwijst naar de mythologische figuur Atlas, die het hemelgewelf op zijn schouders moest torsen.
De atlas verschilt sterk van de andere halswervels door het ontbreken van het wervellichaam. Er zijn daarom twee bogen, arcus anterior en arcus posterior. Op de foto's is de arcus posterior te zien, niet de processus spinosus. Bij beide bogen bevindt zich in het mediaansagittale deel altijd een klein knobbeltje, tuberculum anterius en tuberculum posterius. Het tuberculum posterius is dikwijls zeer zwak ontwikkeld.
Naast de atlas heeft ook de tweede wervel een naam: axis (C2).

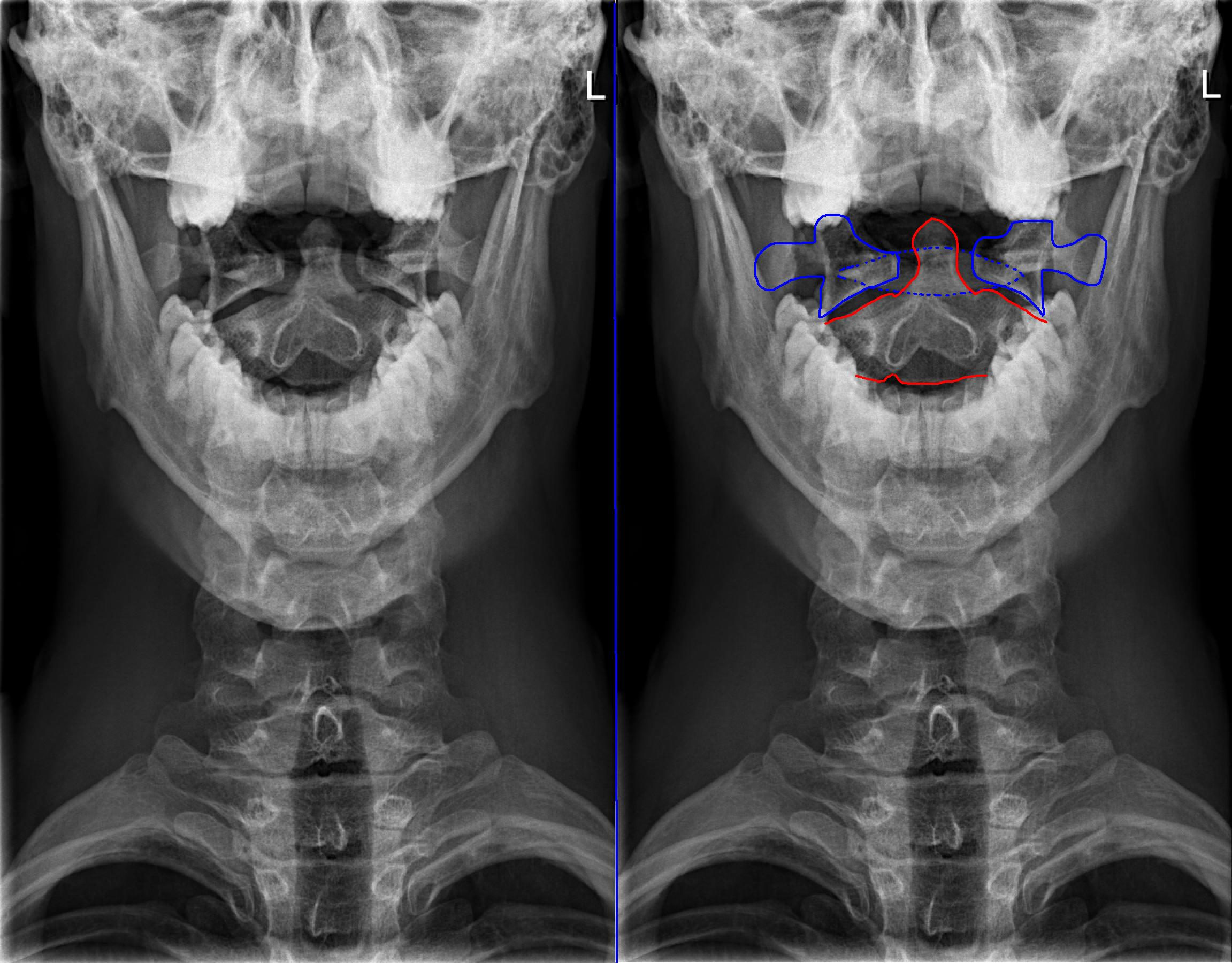
Röntgenfoto (met geopende mond) in voor-achterwaartse richting van de cervicale wervelkolom, die de relatie tussen C1 en C2 aangeeft. Links zonder, rechts met annotatie. Blauwe markering is C1, rode markering is C2

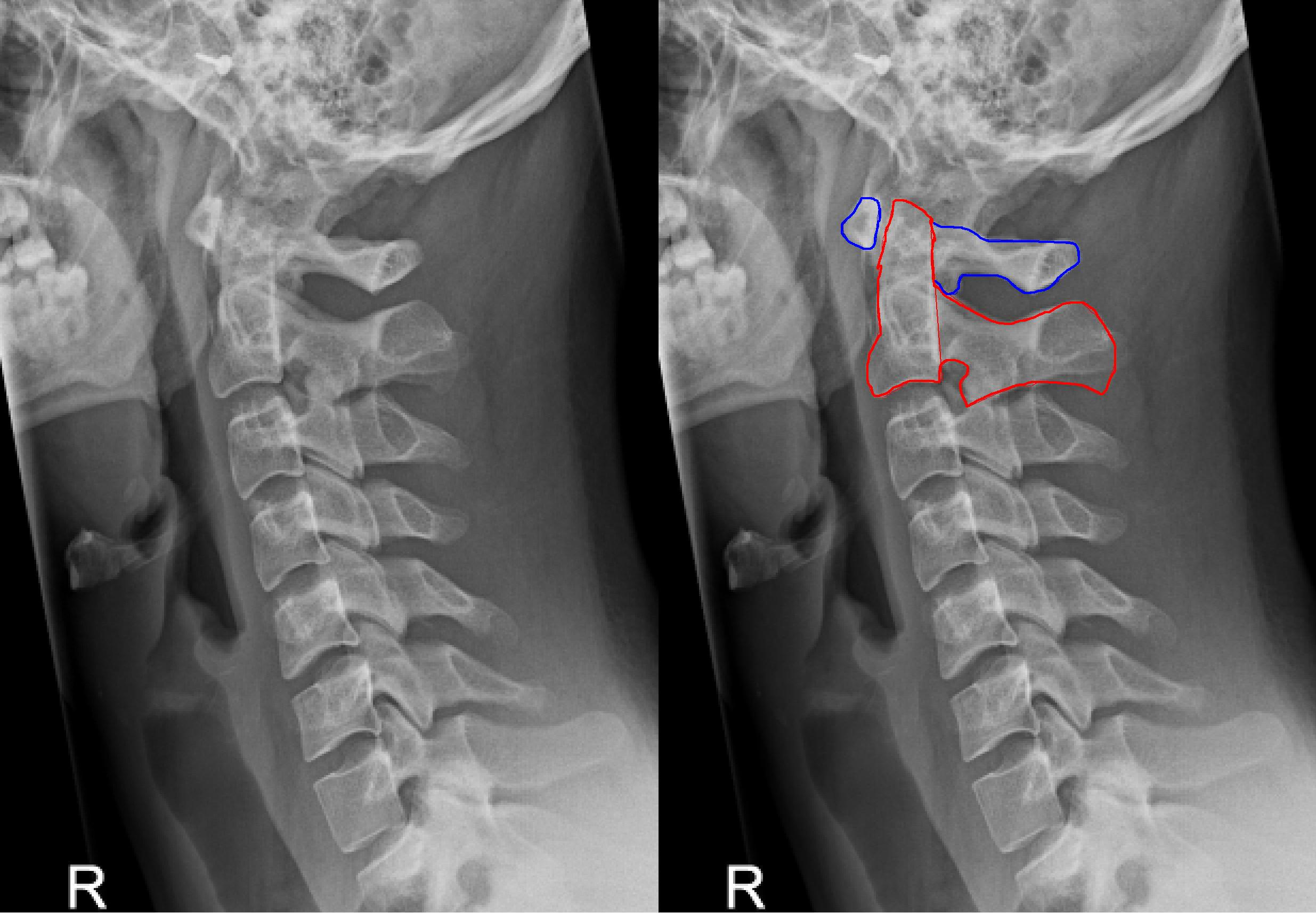
Röntgenfoto in zijwaartse richting van de cervicale wervelkolom, die de relatie tussen C1 en C2 aangeeft. Links zonder, rechts met annotatie. Blauwe markering is C1, rode markering is C2

schedel · wervelkolom · borstkas · borstbeen · schoudergordel · arm · bekkengordel · been

bot · gewricht · botten van de mens